# Irene Eber

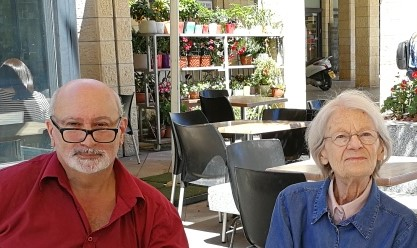
Irene Eber (rechts) mit Forschungsassistent Itamar Livni (2017)

Irene Eber (geboren 29. Dezember 1929 in Halle/Saale, geb. Geminder; gestorben 10. April 2019 in Jerusalem) war eine israelische Sinologin deutscher Herkunft. 

## Leben und Wirken
Ihr Vater war der Gemischtwarenhändler Chaim Geminder aus Mielec, ihre Mutter Helene Gänger aus Leipzig. Im Zweiten Weltkrieg versteckte sie sich im Hühnerstall einer polnischen Familie. Nach dem Krieg zog sie nach Kalifornien und promovierte mit einer Arbeit über den chinesischen Denker Hu Shi. 1969 zog sie nach Israel und lebte und arbeitete bis zu ihrem Lebensende in Jerusalem, wo sie an der Hebräischen Universität Professorin am Louis Frieberg Center for Asian Studies und Senior Fellow des Harry S. Truman Research Institute war. 1979 veröffentlichte die Israelische Rundfunkuniversität ihre Abhandlung zur Stellung der Frau in China.
Von ihr stammt eine Bibelübersetzung ins Han-Chinesische. In ihrer Autobiografie Ich bin allein und bang von 2004 beschreibt sie neben Erinnerungen an das jüdische Leben im Polen ihrer Kindheit und an ihre Rettung vor den NS-Mördern auch ihre Gefühle bei dem Besuch dieser Orte im postkommunistischen Polen.

## Zur Autobiografie
Irene Eber, eine Überlebende des Holocaust, berichtet von ihren Reisen nach Polen, zu den Orten der Kindheit und an die Orte der Vernichtung ihrer Familie und vieler Menschen. Es sind auch heute schmerzliche Eindrücke. Sie beschreibt den Tag der Auslöschung des Ortes Mielec. Mielec wurde am 9. März 1942 zur ersten „judenfreien Stadt“ im besetzten Polen gemacht. 1980 wieder in Mielec, sieht sie keine Spuren mehr. Sie beschreibt die Tage im Ghetto Dębica, Woiwodschaft Podkarpackie, einem „Sammellager“ mit der Funktion eines deutschen Konzentrationslagers. Halle, Brünnlitz (Brněnec), Krakau, Prag, Regensburg, Cham (Oberpfalz), München, Frankfurt am Main und Zeilsheim sind weitere Lebensstationen, Halle ist die letzte vor der Grenze nach Polen in einer Oktobernacht 1938 vor der so genannten Polenaktion.
Sie geht ausdrücklich auf die Problematik des Vergessens ein. Sie stellt dies dem Erinnern direkt gegenüber. Ihre Frage: „Wird durch das Aufschreiben einzelner Erinnerungen nicht auch zum Vergessen des gelebten Gesamtzusammenhangs beigetragen?“ wird bis auf Weiteres unbeantwortet bleiben.
Sie illustriert das Problem zunächst anhand einer jüdischen Parabel der beiden chassidischen Rabbiner Baal Schem und Israel von Rizin. Baal Schem sei, um Lösungen für Probleme oder ihm gestellte Fragen zu finden, in einen bestimmten Wald hinein gegangen und habe dort an einem Feuer bestimmte Gebete gesprochen. Die nächste Generation kannte  noch den Ort und die Gebete. Aber wieder die nächste Generation kannte nur noch die Stelle im Wald. Rabbi Israel von Rizin konnte nur noch die Geschichte von Baal Schem erzählen und wusste eigentlich nichts mehr von der Technik des Anfeuerns, dem Ort und den Gebeten selbst.
Dennoch sei Erinnern wichtig, aber sie fragt als Angehörige ihrer Generation künftige Generationen: Was bleibt uns nach dem Besuch eines modern ausgestatteten Holocaust-Museums wirklich?

## Sonstiges

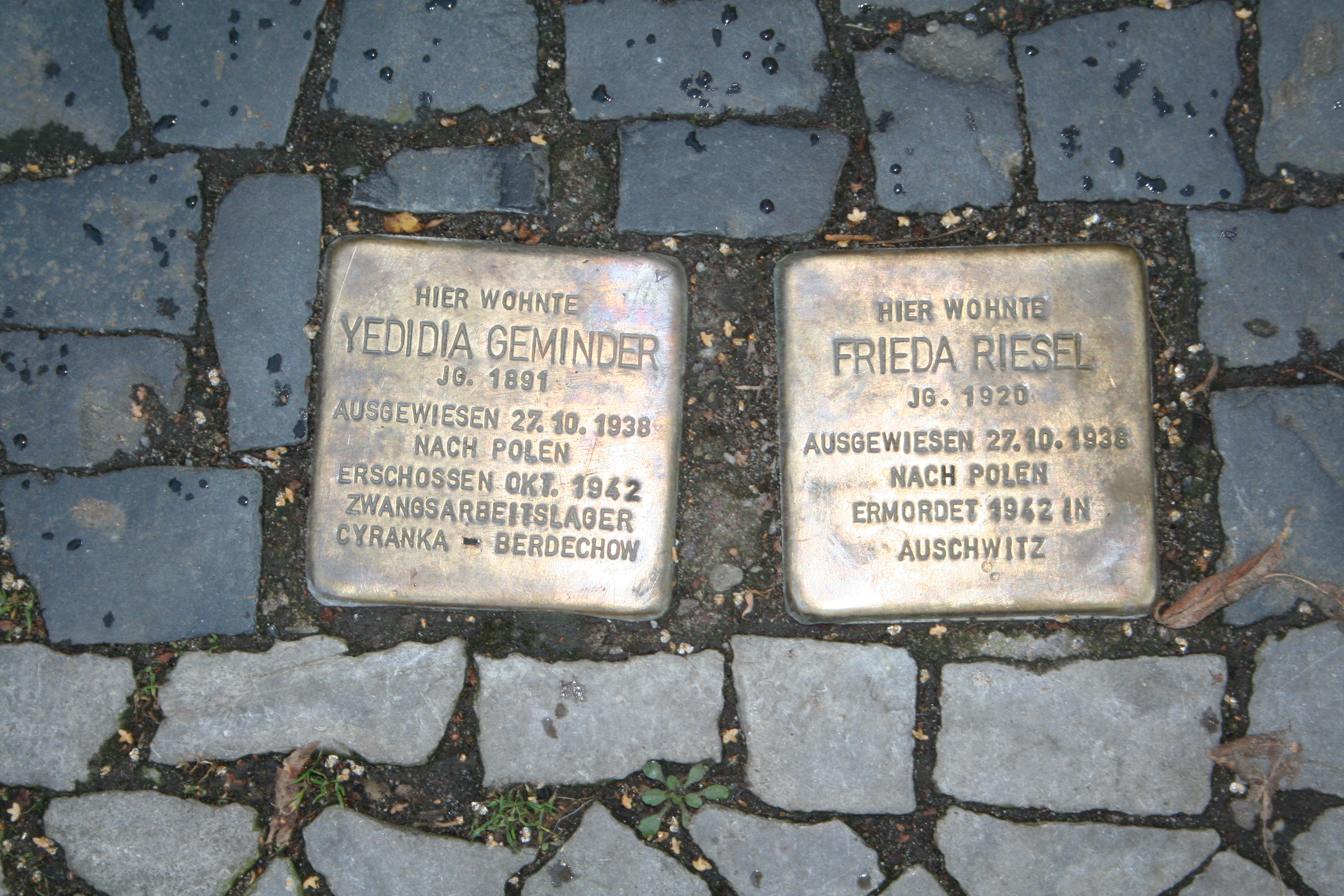
Stolpersteine vor Irene Ebers Elternhaus für ihren ermordeten Vater Yedidia Geminder und ihre ermordete Cousine Frieda Riesel

In Halle erinnern Stolpersteine, verlegt am 24. August 2009 vom Kölner Gunter Demnig, an die letzte zivile Wohnung ihrer Familie in Deutschland. Evi Lemberger und Maria Göckeritz veröffentlichten 2015 einen biografischen Kurzfilm über das Leben von Irene Eber und ihrer Familie.

## Werke
- Ich bin allein und bang: Ein jüdisches Mädchen in Polen 1939–1945. Aus dem Englischen von Reinhild Böhnke. Beck, München. 2007. ISBN 3-406-55652-3.
  - Original: The Choice – Poland, 1939–1945. 2004. Verlag Schocken Books Inc., New York. ISBN 0-8052-4197-3 (englisch)
- Chinese Tales. Zusammen mit Martin Buber, Alex Page
- The Jewish Bishop and the Chinese Bible: S.I.J. Schereschewsky (1831–1906). Brill Academic Pub. 1999. ISBN 90-04-11266-9 (englisch)
- Bible in Modern China. The Literary and Intellectual Impact. Steyler Verlagsbuchhandlung, 1999. Zusammen mit Nicolas Standaert, Arnulf Camps und Jost Zetzsche.
- Influence, Translation and Parallels. Selected Studies on the Bible in China. Zusammen mit Marián Gálik. Steyler Verlagsbuchhandlung. ISBN 3-8050-0489-3 (englisch)